# Stockton-on-Tees
Stockton-on-Tees är en industri- och hamnstad i kommunen Borough of Stockton-on-Tees, i grevskapet Durham, i England. Bland de viktigaste industrierna är skeppsbyggnad, stål- och kemikalieindustrier. Stockton-on-Tees ligger vid floden Tees, i Teesside. Staden hade 84 801 invånare år 2021.
Staden är känd för att den första ångdrivna järnvägen gick mellan Stockton och Darlington.

## Kända personer
- John Walker (uppfinnare)
- Daniel Casey (spelar Gavin Troy i Midsomer Murders)